# هيساكو كيودا
هيساكو كيودا (京田尚子 كيودا هيساكو) هي ممثلة يابانية ولدت في 22 فبراير 1935 في طوكيو.

## أدوارها في الأنمي

### مسلسلات أنمي تلفزيونية
- إينوياشا - كايدي
- إينوياشا: الجزء الأخير - كايدي
- دي جرايمان - مذر
- فوشيغي يوغي - تاييتسو-كن, الراوية
- يو يو هاكوشو - غينكاي
- المقيم الأبدي - ياوبيكوني
- ستار درايفر - أغيها أغيماكي
- ستيتش! - جدة يونا
- نادي مضيفي ثانوية أوران - جدة تاماكي سوؤوو
- شامان كينج - كينو أساكورا
- صوت السماء - جاكوت
- بازيليسك: لفائف نينجا كوغا - أوغين
- إيوريكا سفن - راهب أعلى
- أرشيف دانتاليان - جدة آيرا
- موشيشي - تاما (الظل آكل الشمس)
- موشيشي:التتمة - تاما (طريق الشوك)
- فافنر في السماء الزرقاء - إيكومي نيشيو
- فافنر في السماء الزرقاء EXODUS - إيكومي نيشيو
- بوكيمون - هاغاثا، ناغاثا
- بوكيمون إكس/واي - فلورنس
- وديع بائع الحليب - نوال

### أفلام أنمي
- إينوياشا: مشاعر تتخطى الزمان - كايدي
- أكاديمية الساحرات الصغيرات - المعلمة المسنة
- سلسلة أفلام توا نو كوؤن
  - توا نو كوؤن: الفصل الخامس «عودة القاهر» - مايومي سانادا
- فافنر في السماء الزرقاء HEAVEN AND EARTH - إيكومي نيشيو

## أدوارها في ألعاب الفيديو
- سلسلة كينغدوم هارتس
  - كينغدوم هارتس II - ريانة
  - كينغدوم هارتس بيرث باي سليب - ريانة, العرابة الطيبة

## أدوارها في الدبلجة اليابانية
- الضاحكون - سلابي
- حياة الإمبراطور الجديدة - إيزما
- جيمي نيوترون: الفتى العبقري - جدة جيمي نيوترون
- سبيس جام - غراني
- لوراكس - الجدة نورما

## وصلات خارجية
- هيساكو كيودا على موقع IMDb (الإنجليزية)
- هيساكو كيودا على موقع ألو سيني (الفرنسية)
- هيساكو كيودا على موقع ميوزك برينز (الإنجليزية)
- هيساكو كيودا على موقع قاعدة بيانات الأفلام السويدية (السويدية)
- هيساكو كيودا على موقع قاعدة بيانات الفيلم (الإنجليزية)
- هيساكو كيودا على موقع كينوبويسك (الروسية)
- هيساكو كيودا على موقع ANN person (الإنجليزية)